# 7 tháng 4
Ngày 7 tháng 4 là ngày thứ 97 (98 trong năm nhuận) trong lịch Gregory. Còn 268 ngày trong năm.

## Sự kiện
- 1767 – Chiến tranh Xiêm–Miến 1766–1767 kết thúc khi quân Konbaung chiếm được kinh đô của Ayutthaya.
- 1798 – Lãnh thổ Mississippi được tổ chức từ lãnh thổ mà cả Hoa Kỳ và Tây Ban Nha đều tuyên bố chủ quyền.
- 1927 – học sinh Trường Quốc học Huế tổ chức bãi khoá.
- 1945 – Chiến tranh thế giới thứ hai: Hải quân Nhật Bản thất bại khi tiến hành Cuộc hành quân Ten-Go nhằm phản công lực lượng Đồng Minh tại Okinawa.
- 1948 – Hiến chương của Tổ chức Y tế Thế giới chính thức có hiệu lực khi được 26 quốc gia thành viên phê chuẩn.
- 1949 – Hồ Chủ tịch ký sắc lệnh thành lập Bộ đội địa phương tại Việt Nam Dân chủ Cộng hòa.
- 1969 – Bản RFC số 1 được công bố, đây là một phát triển kỹ thuật chính của Internet.
- 1971 – Chiến tranh Việt Nam: Tổng thống Hoa Kỳ Richard Nixon tuyên bố rút 10.000 quân khỏi Việt Nam do thất bại chiến trường và áp lực ngoại giao, dư luận quốc tế.
- 1972 – Chiến tranh Việt Nam: quân và dân Bình Long tiến công nhiều cǎn cứ, vị trí quan trọng của Mỹ - ngụy trên tuyến phòng thủ phía Bắc Sài Gòn, dọc đường số 13 dài gần 100 km.
- 1994 – Nạn diệt chủng Rwanda bắt đầu với các vụ sát hại hàng loạt người Tutsi tại thủ đô Kigali, tổng số nạn nhân của cuộc diệt chủng là khoảng 800.000 người.
- 2016 – Nguyễn Xuân Phúc được bầu làm Thủ tướng Chính phủ Việt Nam.

## Sinh
- 1044 – Ỷ Lan, Thái hậu nhà Lý tức 7 tháng 3 năm Giáp Thân (m. 1117).
- 1907 – Lê Duẩn, cố Tổng Bí thư Ban chấp hành Trung ương Đảng Cộng sản Việt Nam từ 1976 đến 1986 (m. 1986).
- 1938 – Jerry Brown, thống đốc của bang California, Hoa Kỳ.
- 1955 – Giuse Trần Văn Toản, Giám mục Công giáo người Việt.
- 1954 – Thành Long, diễn viên võ thuật Hồng Kông.
- 1964 – Russell Crowe, diễn viên New Zealand.
- 1976 – Đình Toàn, nghệ sĩ người Việt Nam.
- 1986 – Choi Siwon, ca sĩ, diễn viên, người mẫu Hàn Quốc (Super Junior).

## Mất
- 1719 – Gioan La San, linh mục, nhà cải cách giáo dục người Pháp (s. 1651)
- 1803 – Ngô Thì Nhậm, danh sĩ Bắc Hà thời Tây Sơn (s. 1746).
- 1947 – Henry Ford, Doanh nhân Mỹ
- 2022 – Abiko Motoo, người đồng sáng lập truyện Doraemon

## Ngày lễ và kỉ niệm
- Việt Nam - Ngày toàn dân hiến máu tình nguyện.
- Ngày Y tế Thế giới (World Health Day) của WHO